# L'Instinct d'une mère
 (octobre 2016).
L'Instinct d'une mère (Dying to Be Loved) est un téléfilm canadien réalisé par Paul Shapiro, diffusé aux États-Unis le 16 avril 2016 sur Lifetime.
En France, il a été diffusé le 7 octobre 2016 sur TF1.

## Synopsis
Jill Yates est une avocate brillante et passionnée par son métier. Elle mène une vie heureuse avec son petit ami, Connor, un homme d'affaires et est sur le point de se marier. Cependant, elle a quelques difficultés de communication avec sa fille, Emily, 18 ans, qui est soignée pour dépression, et commence sa première année à l'université. Tout va pour le mieux pour Emily qui vient de rencontrer Gary, un jeune homme de 25 ans. Jill est ravie pour elle jusqu'à ce qu'elle le rencontre en découvrant qu'il est coléreux et manipulateur. Lors d'une altercation avec un chauffard, Gary sort une arme et le tue sous les yeux d'Emily, qui est accusée de complicité. Ils sont tous les deux libérés sous caution mais le soir, ils s'enfuient. Une caméra les filme sur le point de sauter du haut d'un barrage. Jill, qui n'a pas vu de ses propres yeux sa fille sauter, refuse de croire au suicide et enquête avec l'aide d'un détective pour tenter de retrouver sa fille.

## Fiche technique
- Titre : L'Instinct d'une mère
- Titre original : Dying to Be Loved ou A Mother's Suspicion
- Réalisation : Paul Shapiro (en)
- Scénario : Stephen Lyons
- Année de production : 2016
- Société de production : Reel One Entertainment (en)
- Pays d'origine :  Canada
- Durée : 90 minutes

## Distribution
- Lindsay Hartley (VF : Claire Guyot) : Jill Yates
- Paloma Kwiatkowski (en) (VF : Camille Donda) : Emily Yates
- Dan Payne (VF : Guillaume Michelet) : Connor Hodges
- Jedidiah Goodacre (VF : Alexis Tomassian) : Gary Smith
- James Pizzinato (VF : Vincent Ropion) : Ritchie Smith
- James Brazeau (VF : Gabriel Le Doze) : Al Jennings
- Chilton Crane (VF : Martine Irzenski) : Madame Smith
- Martin Cummins (VF : Guy Chapellier) : Gerald
- Marci T. House (VF : Vanessa Van-Geneugden) : Officier Morse

 Source et légende : version française (VF) sur RS Doublage et selon le carton de doublage télévisuel.

## Accueil
Le téléfilm a été vu par 1,154 million de téléspectateurs lors de sa première diffusion américaine.